# Formica macrocephala
Formica macrocephala é uma espécie de formiga do gênero Formica, pertencente à subfamília Formicinae.